# Anthony Mandler
Anthony Mandler es un fotógrafo y director de videos musicales estadounidense, conocido por su trabajo con artistas como Lana del Rey, Rihanna y Jay-Z.

## Carrera
Anthony Mandler es uno de los directores de vídeos musicales más cotizados hoy en día, habiendo escrito y dirigido vídeos para artistas como Lana Del Rey («Ride») Rihanna («Russian Roulette»), John Mayer («Who Says»), Jay-Z («Run This Town»), Mary J. Blige («The One»), The Killers («A Dustland Fairytale»), John Legend («Everybody Knows»), T.I. («Live Your Life»), OneRepublic («Stop and Stare») y Muse («Neutron Star Collision (Love Is Forever)»). También ha trabajado dirigiendo comerciales para marcas internacionales como Motorola, Samsung, Nike y Ciroc. Su colaboradora más frecuente y destacada es Rihanna. Juntos han trabajado en más de una docena de videos a lo largo de su carrera, comenzando con «Unfaithful», en 2006, hasta «Diamonds», en 2012.
Al principio de su carrera, Anthony trabajó como fotógrafo para importantes publicaciones como Entertainment Weekly, Esquire, o ESPN the Magazine, retratando a celebridades como Matt Damon, Eva Méndez, Sharon Stone, Leonor Varela, Eminem, Colin Farrell, David Beckham, o Katie Holmes. [cita requerida]
Mandler se encuentra, en la actualidad, trabajando en la película Allegra, un proyecto desarrollado junto a Gregory David Roberts, autor de Shantaram. [cita requerida]

## Vida personal
En octubre de 2013 se casó con la actriz Denise Vasi. Tienen una hija llamada Lennox Mae Mandler, nacida en febrero de 2015.

## Videografía

### 2000
- Eightball & MJG - «Pimp Hard»

### 2003
- Maria - «I Give, You Take»

### 2005
- Snoop Dogg - «Ups & Downs/Bang Out»
- M.I.A. - «Bucky Done Gun»
- Common - «Testify»
- Kem - «Find Your Way»
- 50 Cent - «Hustler's Ambition»
- Sean Paul - «Ever Blazin'»
- Eminem - «When I'm Gone»
- DPGC - «Real Soon»

### 2006
- Nelly Furtado - «Maneater»
- Rihanna - «Unfaithful»
- Ne-Yo - «Sexy Love»
- Sleepy Brown con Pharrell y Big Boi - «Margarita»
- The Killers - «When You Were Young»
- Rihanna - «We Ride»
- Beyoncé - «Irreplaceable»
- Omarion - «Ice Box»
- Jay-Z - «Lost One»

### 2007
- Duran Duran - «Falling Down»
- Beyoncé - «Get Me Bodied»
- Snoop Dogg - «Boss' Life»
- Fergie - «Big Girls Don't Cry»
- Rihanna - «Shut Up and Drive»
- Enrique Iglesias - «Somebody's Me»
- Rihanna con Ne-Yo - «Hate That I Love You»
- The Killers - «Tranquilize»
- Spice Girls - «Headlines (Friendship Never Ends)»

### 2008
- OneRepublic - «Stop and Stare»
- Rihanna - «Take A Bow»
- OneRepublic - «Say (All I Need)»
- Bayje - «Find a Way»
- Rihanna - «Disturbia»
- Maroon 5 con Rihanna - «If I Never See Your Face Again»
- R. Kelly - «Skin»
- T.I. con Rihanna - «Live Your Life»
- Akon - «Right Now (Na Na Na)»
- Enrique Iglesias - «Away»
- Rihanna - «Rehab»
- Wyclef Jean con will.i.am, Imposs, Jimmy O y Melissa Jiménez - «Let Me Touch Your Button»

### 2009
- John Legend - "Everybody Knows"
- Utada - "Come Back To Me"
- Robin Thicke - "Dreamworld"
- Daniel Merriweather - "Red"
- The Killers - "A Dustland Fairytale"
- Melanie Fiona - "Give It to Me Right"
- Eminem - "Beautiful"
- Jay-Z - "D.O.A. (Death of Auto-Tune)"
- Daniel Merriweather - "Impossible"
- Maxwell - "Bad Habits"
- Jay-Z con Rihanna y Kanye West - «Run This Town»
- Mary J. Blige con Drake - «The One»
- Mary J. Blige - «Stronger»
- Mary J. Blige - «I Am»
- Ryan Leslie - «You're Not My Girl»
- Amerie - «Heard 'Em All»
- John Mayer - «Who Says»
- Rihanna - «Russian Roulette»
- Rihanna - «Wait Your Turn»
- Jay-Z con Mr Hudson - «Young Forever»

### 2010
- John Mayer - "Heartbreak Warfare"
- Nikki & Rich - «Next Best Thing» y «Same Kind of Man»
- Usher con will.i.am - «OMG»
- Drake - «Over»
- Rihanna - «Only Girl (In The World)»
- Rihanna - «Te Amo»
- Drake - «Find Your Love»
- Muse - «Neutron Star Collision (Love Is Forever)»
- Christina Aguilera - «You Lost Me»
- Usher - «There Goes My Baby»
- Drake con Lil Wayne - «Miss Me»
- Drake con T.I. y Swizz Beatz - «Fancy»
- Trey Songz con Nicki Minaj - «Bottoms Up»

### 2012
- Shakira - «Addicted to you»
- Nicki Minaj - «Starships»
- Lana Del Rey - «National Anthem»
- Justin Bieber - «As Long as You Love Me»
- Muse - «Madness»
- Lana Del Rey - «Ride»
- Taylor Swift - «I Knew You Were Trouble»
- Rihanna - «Diamonds»
- Fun. - «Some Nights»
- Fun. - «Carry On»

### 2013
- Taylor Swift - «22»
- Selena Gomez - «Come & Get It»
- Lana Del Rey - «Tropico (película)»
- The Weeknd - «Belong to the World»
- Jay-Z - «Holy Grail» (featuring Justin Timberlake)

### 2014
- Jennifer Hudson - «I Can't Describe (The Way I Feel)» (featuring T.I.)
- Jennifer Lopez - «First Love»
- Lenny Kravitz - «The Chamber»

### 2015
- Nate Ruess - «Nothing Without Love»

### 2018
- Sugarland - «Babe» (featuring Taylor Swift)

### 2019
- Jonas Brothers - «Sucker»
- Jonas Brothers - «Cool»
- The Weeknd, SZA, Travis Scott - «Power Is Power» [5][6]